# Krzysztof Penderecki
Krzysztof Eugeniusz Penderecki (23 tháng 11 năm 1933 tại Debica – 29 tháng 3 năm 2020) là nhà soạn nhạc Ba Lan. Ông là nhà soạn nhạc thời kỳ Hiện đại.

## Cuộc đời và sự nghiệp
Krzysztof Penderecki học môn sáng tác ở A. Malawski, Wiechowicz tại Trường Cao đẳng âm nhạc Krakow. Sau đó, ông dạy môn sáng tác ở chính nơi mình từng là sinh viên, rồi trở thành giám đốc của trường trong khoảng thời gian từ năm 1972 đến năm 1987.

## Phong cách sáng tác
Krzysztof Penderecki là một trong những người thuộc trào lưu sáng tác tiền phong đầu tiên. Ông cũng là người đã thể nghiệm với những âm thanh rất đời thường như tiếng của gỗ tạp, giấy, kim loại rỉ, máy chữ, tiếng va đập, tiếng huýt gió, tiếng kêu thất thanh và nhiều âm thanh tương tự khác. Ấy là chưa kể sự thể nghiệm của ông đối với những âm thanh độc đáo phát ra từ những nhạc cụ truyền thống nhờ kiểu khô không quy ước. Trong hợp xướng giáo đường, các ca sĩ được yêu cầu phát những phụ âm thật nhanh, những tiếng rít và cả tiếng huýt sáo. Các tác phẩm của ông được tiến triển từ những sáng tác thể nghiệm thời sơ kỳ (Kích cỡ của thời gian và sự im lặng) đến những sáng tác kết hợp những phương thức biểu hiện âm nhạc truyền thống với hiện đại. Âm nhạc của ông luôn giàu tính biểu hiện, cảm xúc trong nội dung.

## Các tác phẩm
Krzysztof Penderecki đã sáng tác những tác phẩm thanh-khí nhạc, có thể kể đến Những lời cầu kinh của David cho hợp xướng và dàn nhạc cụ gõ (1958), Những kích cỡ của thời gian và sự im lăng cho hợp xướng và dàn nhạc thính phòng (1961), Miserere cho người đọc, đơn ca, hợp xướng trẻ em, hợp xướng nam nữ và dàn nhạc (1965), oratorio Dies Irae cho 3 đơn ca, hợp xướng và dàn nhạc (1967), Lacrimosa cho giọng nữ cao, hợp xướng cùng dàn nhạc; những tác phẩm khác dành cho dàn nhạc như Điếu ca cho những nạn nhân Hiroshima cho 52 đàn dây (1960), Canon cho 52 đàn dây và 2 máy ghi âm (1962), bản Sonata cho cello và dàn nhạc (1964), Giấc mơ của Jacob (1974), Passacaglia (1988), Adagio (1989).

## Sách chuyên khảo
- Bylander, Cindy (2004). Krzysztof Penderecki: a bio-bibliography. Westport, Connecticut: Praeger. ISBN 978-0-313256-58-5. OCLC 56104435.
- Maciejewski, B.M. (1976). Twelve Polish composers. London, England: Allegro Press. ISBN 978-0-950561-90-5. OCLC 3650196.
- Robinson, Ray (1983). Krzysztof Penderecki: a guide to his works. Princeton, New Jersey: Prestige Publications. ISBN 978-0-911009-02-6. OCLC 9541916.
- Schwinger, Wolfram (1989). Krzysztof Penderecki: his life and work - encounters, biography and musical commentary. London, England: Schott. ISBN 978-0-946535-11-8. OCLC 715184618. {{Chú thích sách}}: Đã bỏ qua tham số không rõ |other= (gợi ý |others=) (trợ giúp)
- Thomas, Adrian (1992). "Penderecki, Krzysztof". Trong Sadie, Stanley (biên tập). New Grove Dictionary of Opera. London, England. ISBN 0-333-73432-7.{{Chú thích bách khoa toàn thư}}:  Quản lý CS1: địa điểm thiếu nhà xuất bản (liên kết)